# Zarzuela (Cuenca)
Zarzuela ist ein Ort und eine zentralspanische Gemeinde (municipio) mit 163 Einwohnern (Stand: 2024) im Norden der Provinz Cuenca in der Autonomen Region Kastilien-La Mancha. 

## Lage und Klima
Zarzuela liegt auf der Westseite des Iberischen Gebirges in einer Höhe von ca. 1060 m. Die Provinzhauptstadt Cuenca befindet sich gut 17 Kilometer (Fahrtstrecke) südlich. Das Klima im Winter ist gemäßigt, im Sommer dagegen warm bis heiß. Regen (618 mm/Jahr) fällt das ganze Jahr über.

## Bevölkerungsentwicklung
| Jahr      | 1970 | 1981 | 1991 | 2001 | 2011 | 2021 |
| Einwohner | 505  | 403  | 342  | 278  | 224  | 161  |

## Sehenswürdigkeiten

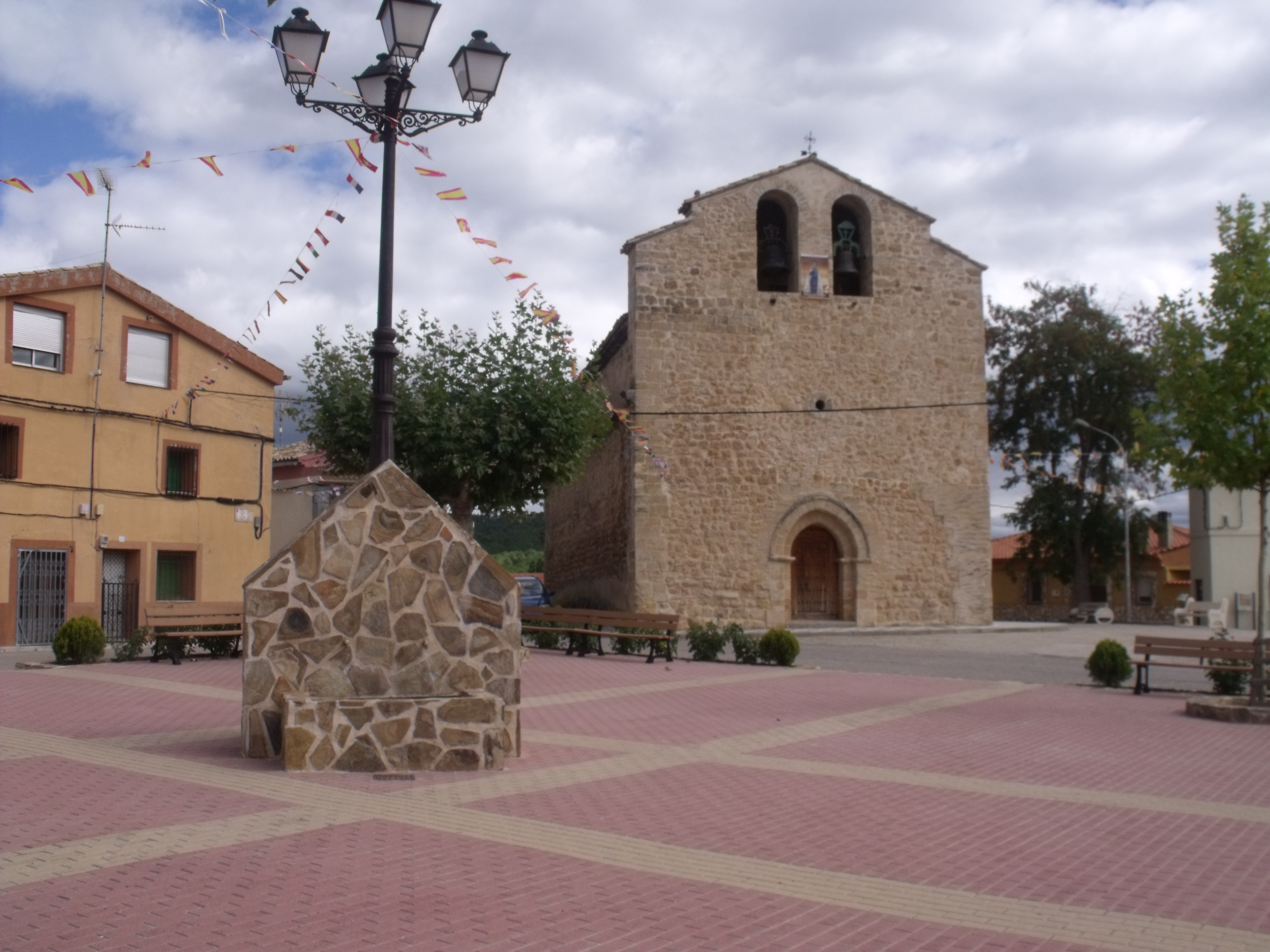
Kirche Mariä Himmelfahrt
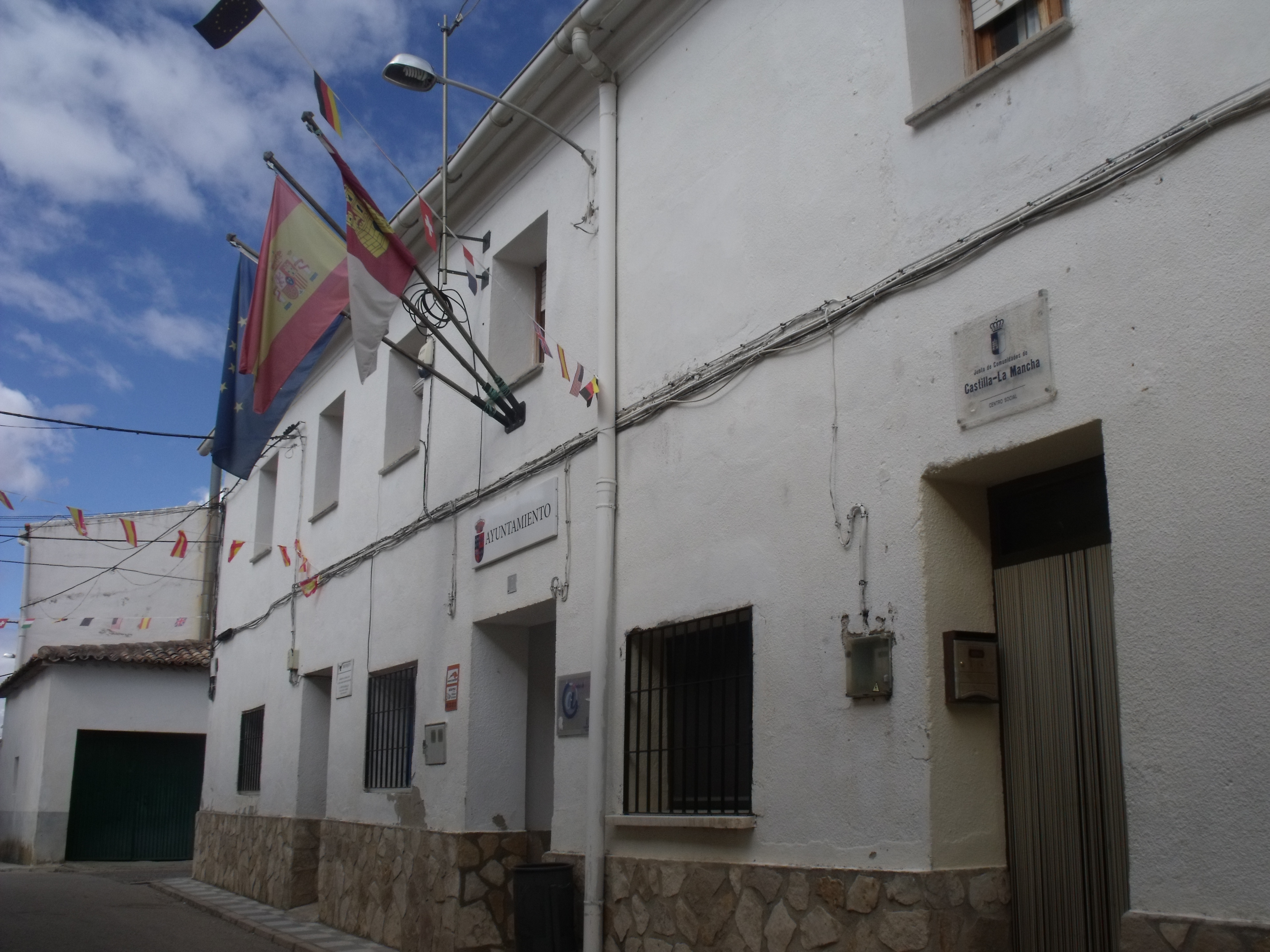
Rathaus

- Kirche Mariä Himmelfahrt
- Rathaus